# Прилоус, Константин Владимирович
Константи́н Влади́мирович Прилоус (6 мая 1969, Комсомольск-на-Амуре, Хабаровский край, СССР) — советский и российский футболист, полузащитник.

## Карьера
Воспитанник комсомольского футбола. Дебютировал за местный «Амур» в 1986 году, сыграв 2 матча и забив гол. В 1992 году перешёл во владивостокский «Луч», с которым добыл путёвку в Высшую лигу. В середине 1996 года покинул команду и с тех пор играл во Втором дивизионе за хабаровский СКА, «Амур-Энергию», «Океан». В 2002 году вернулся в родной город, где через 2 года завершил карьеру.
В Высшей лиге провёл 24 матча, забил 2 мяча.

## Достижения
- Победитель Первого дивизиона: 1992
- Бронзовый призёр зоны «Восток» Второго дивизиона (2): 1997, 1999